# Rusiv, Sneatîn
Rusiv (în ucraineană Русів) este o comună în raionul Sneatîn, regiunea Ivano-Frankivsk, Ucraina, formată numai din satul de reședință.

## Demografie
Componența lingvistică a comunei Rusiv
     Ucraineană (99,55%)
     Alte limbi (0,36%)
Conform recensământului din 2001, majoritatea populației comunei Rusiv era vorbitoare de ucraineană (99,55%), existând în minoritate și vorbitori de alte limbi.